# Sponsor

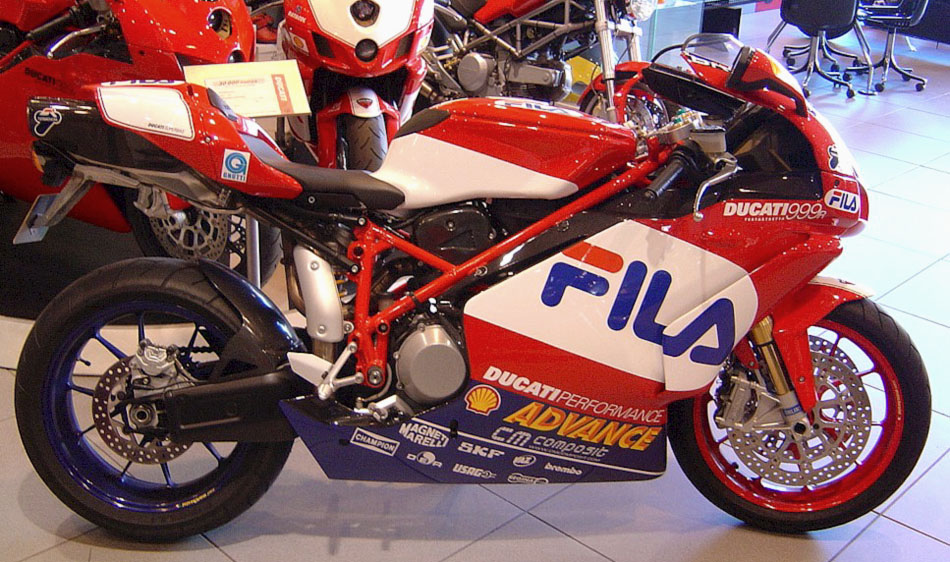
Marchio della Fila e altri sponsor sulla Ducati 999R

Uno sponsor, patrocinante o patrocinatore è un ente o persona che promuove un'attività, un evento o un'organizzazione attraverso un sostegno finanziario oppure con la fornitura di prodotti o servizi. Il termine è un prestito linguistico dall'inglese derivante a sua volta dal verbo latino spondere (= "promettere solennemente").

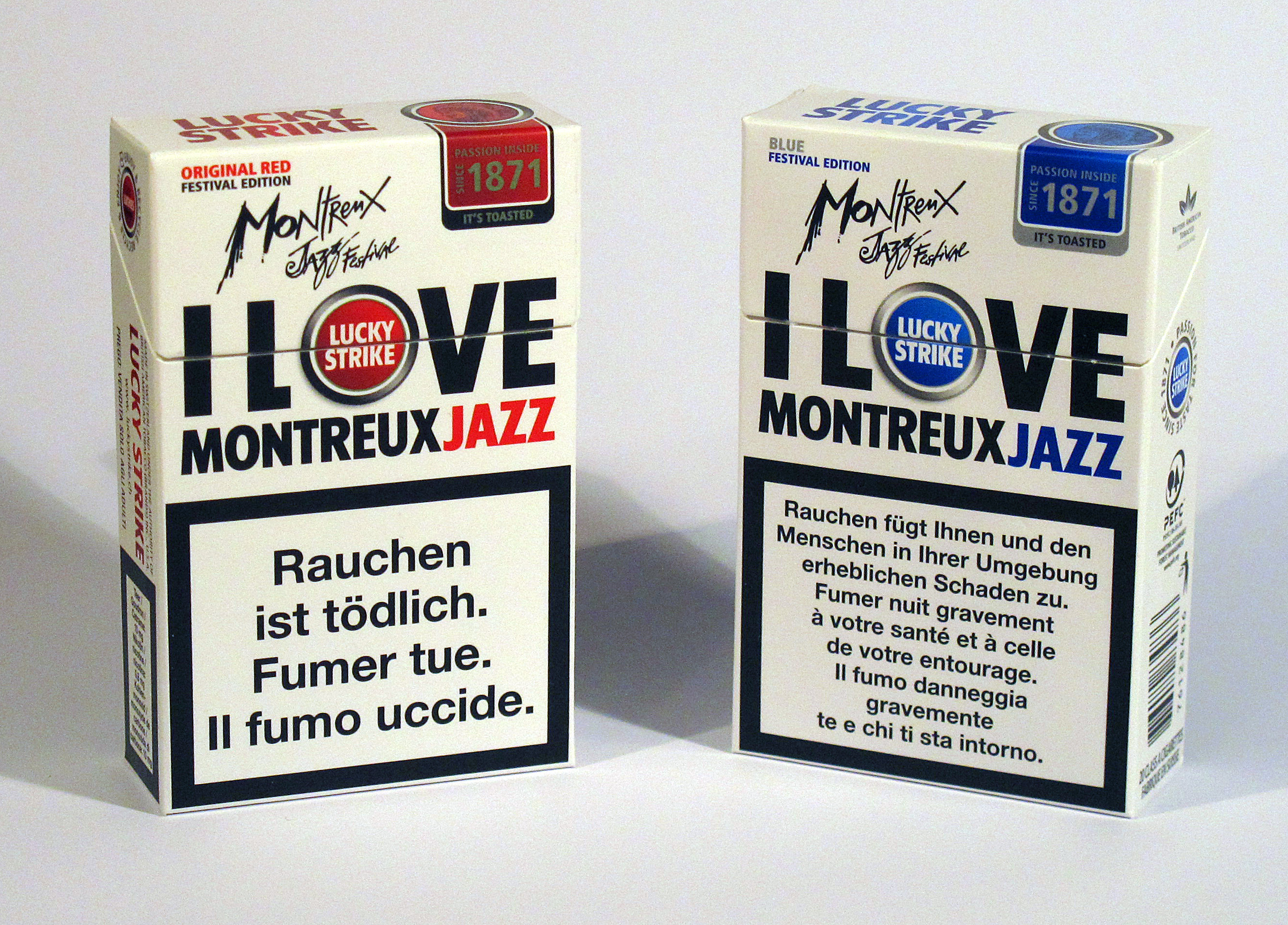
Sponsorizzazione, Montreux Jazz Festival, 2012

La sponsorizzazione, o patrocinio, può pertanto consistere in un accordo che preveda pubblicità in cambio dell'impegno a finanziare un evento di massa, o un'organizzazione. Per esempio, un'azienda può fornire divise e accessori a un atleta o ad una squadra sportiva in cambio dell'esposizione del proprio marchio sugli abiti. In tal modo lo sponsor ne guadagna in popolarità e la squadra risparmia sull'acquisto delle divise. Questo tipo di sponsorizzazione è comune nei settori dello sport, dell'arte, dei mezzi di comunicazione e delle attività di beneficenza. Spesso una manifestazione si appoggia su più sponsor, di cui il principale è detto in lingua inglese main sponsor.

## Teorie
Una serie di teorie psicologiche e comunicative sono state utilizzate per spiegare come funziona la sponsorizzazione commerciale per avere un impatto sul pubblico, ossia i consumatori. La maggior parte afferma che un marchio (lo sponsor) e un evento vengono collegati nella memoria attraverso la sponsorizzazione e, di conseguenza, pensare al marchio può innescare associazioni legate all'evento. Cornwell, Weeks e Roy (2005)  hanno pubblicato un'ampia rassegna delle teorie utilizzate per spiegare gli effetti della sponsorizzazione commerciale.
Una delle scoperte più pervasive nella sponsorizzazione è che i migliori effetti si ottengono quando c'è una corrispondenza logica tra lo sponsor e l'evento, ad esempio quando un marchio sportivo che sponsorizza un evento sportivo.

## Principi

### Obblighi
Tutte le sponsorizzazioni dovrebbero essere basate su obblighi contrattuali tra lo sponsor e la parte sponsorizzata. Gli sponsor e le parti sponsorizzate dovrebbero stabilire termini e condizioni chiari con tutti gli altri partner coinvolti, per definire le loro aspettative riguardo a tutti gli aspetti dell'accordo di sponsorizzazione. Essa dovrebbe essere riconoscibile come tale.
I termini e la condotta della sponsorizzazione dovrebbero basarsi sul principio della buona fede tra le parti. Ci dovrebbe essere chiarezza in merito ai diritti specifici venduti e conferma che questi sono disponibili per la sponsorizzazione da parte del titolare dei diritti. Le parti sponsorizzate dovrebbero avere il diritto assoluto di decidere il valore dei diritti di sponsorizzazione che stanno offrendo e l'adeguatezza dello sponsor con cui stipulano il contratto.

### Vendita
Il ciclo di vendita per la vendita di sponsor è spesso un processo lungo che consiste nella ricerca di potenziali clienti, nella creazione di proposte su misura basate sugli obiettivi aziendali di un'azienda, nel trovare i contatti giusti in un'azienda, nell'ottenere il consenso da più circoscrizioni elettorali e infine nella negoziazione di vantaggi/prezzo. Alcune vendite possono richiedere fino a un anno e i venditori riferiscono di aver speso tra 1 e 5 ore per ricercare ogni azienda vista come una potenziale prospettiva di sponsorizzazione. 

### Sfruttamento e attivazione
Come uno sponsor utilizza i vantaggi che gli vengono assegnati in base a un accordo di sponsorizzazione. Questa categoria è stata definita da Weeks, Cornwell e Drennan nel 2008 come "l'atto di utilizzare comunicazioni di marketing collaterali per sfruttare il potenziale commerciale dell'associazione tra uno sponsor e un evento" mentre l'attivazione è stata definita come quelle "comunicazioni che promuovono l'impegno, coinvolgimento o partecipazione del pubblico di sponsorizzazione con lo sponsor. Il denaro speso per l'attivazione è al di sopra della quota per i diritti pagata alla proprietà sponsorizzata ed è spesso molto maggiore del costo della quota per i diritti."

## Tipologie

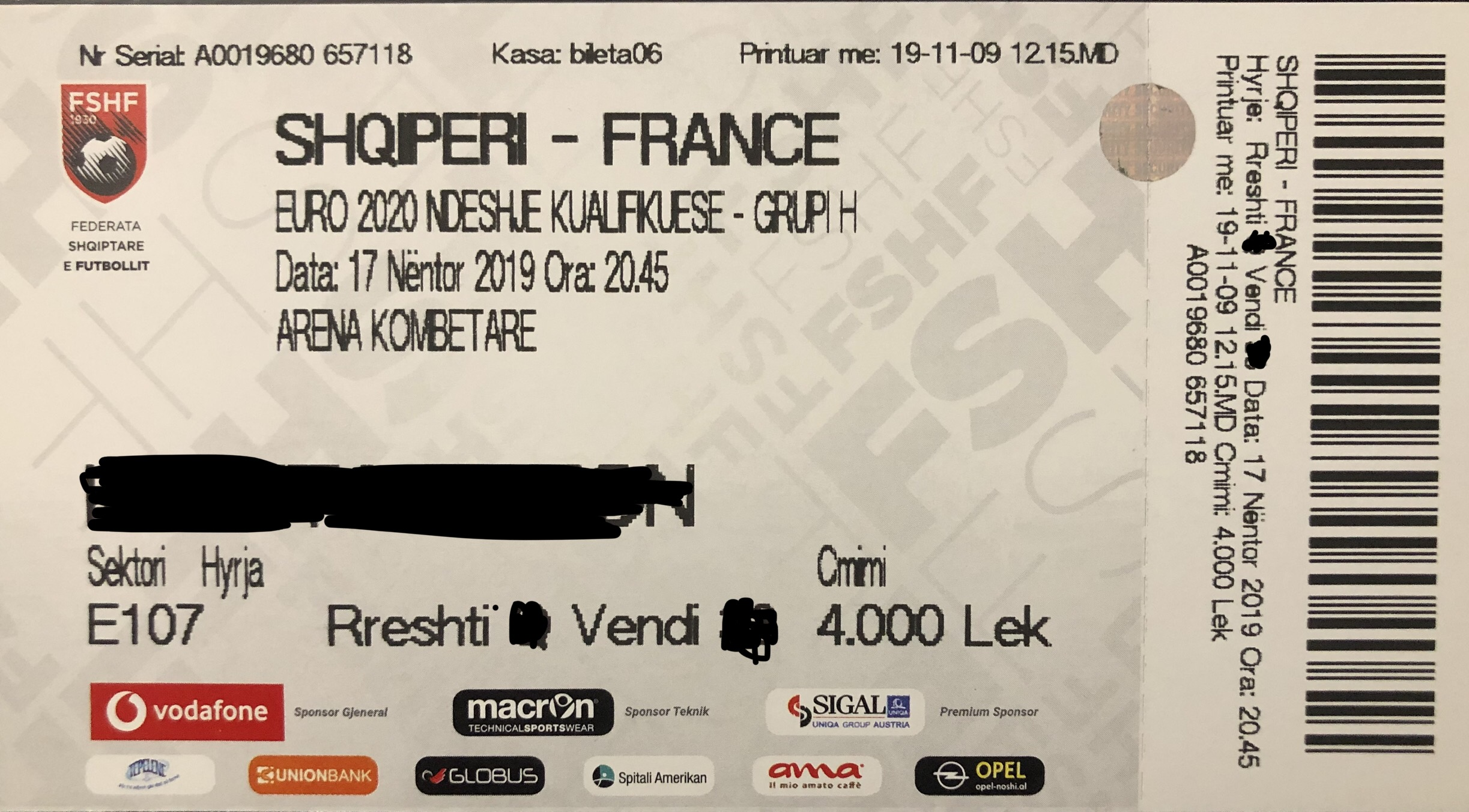
Ticket di una partita di calcio con i relativi sponsor sul fondo

### Sponsor finanziari
La maggior parte delle sponsorizzazioni si concentra sugli sponsor finanziari. Questi sono gli sponsor che danno denaro direttamente a un'organizzazione e ai leader della campagna per finanziare i loro eventi.

### Media sponsor
Sponsor finanziari che assicurano la pubblicità per un evento. Ciò può significare l'acquisto di spazi pubblicitari sulla televisione locale, su un giornale locale o la pubblicazione di contenuti sull'evento sui propri canali, ad esempio la creazione di un post sul blog sull'evento o sulla causa in questione.

### In-Kind Sponsor
Un accordo in cui l'attività di sponsorizzazione fornisce beni o servizi al posto del sostegno finanziario diretto. Ad esempio un ristorante può scegliere di fornire cibo per un evento di raccolta fondi. A sua volta questa categoria si divide in:
- Venue Partner. La posizione di un evento è un fattore significativo nel decidere se determinate persone parteciperanno o meno a un evento con sponsor.
- Prize Sponsor. Gli sponsor dell'evento scelgono di donare articoli specifici con i loro loghi per i partecipanti all'evento.
- Food Sponsor. Può produrre risultati significativi offrire ai partecipanti dell'evento con sponsor delle cibarie, come ad esempio aumentare la partecipazione agli eventi e incoraggiare la socializzazione tra i partecipanti.
- Sponsor digitali. Forniscono un'app per l'evento, domande per sondaggi, pareti multimediali o tweet dal vivo.

### Partnership promozionali
Simili ai media sponsor. La differenza è che i partner promozionali sono in genere figure individuali piuttosto che aziende e organi di informazione. Un partner promozionale pubblicizza l'evento o la causa nella sua rete.

## Galleria d'immagini

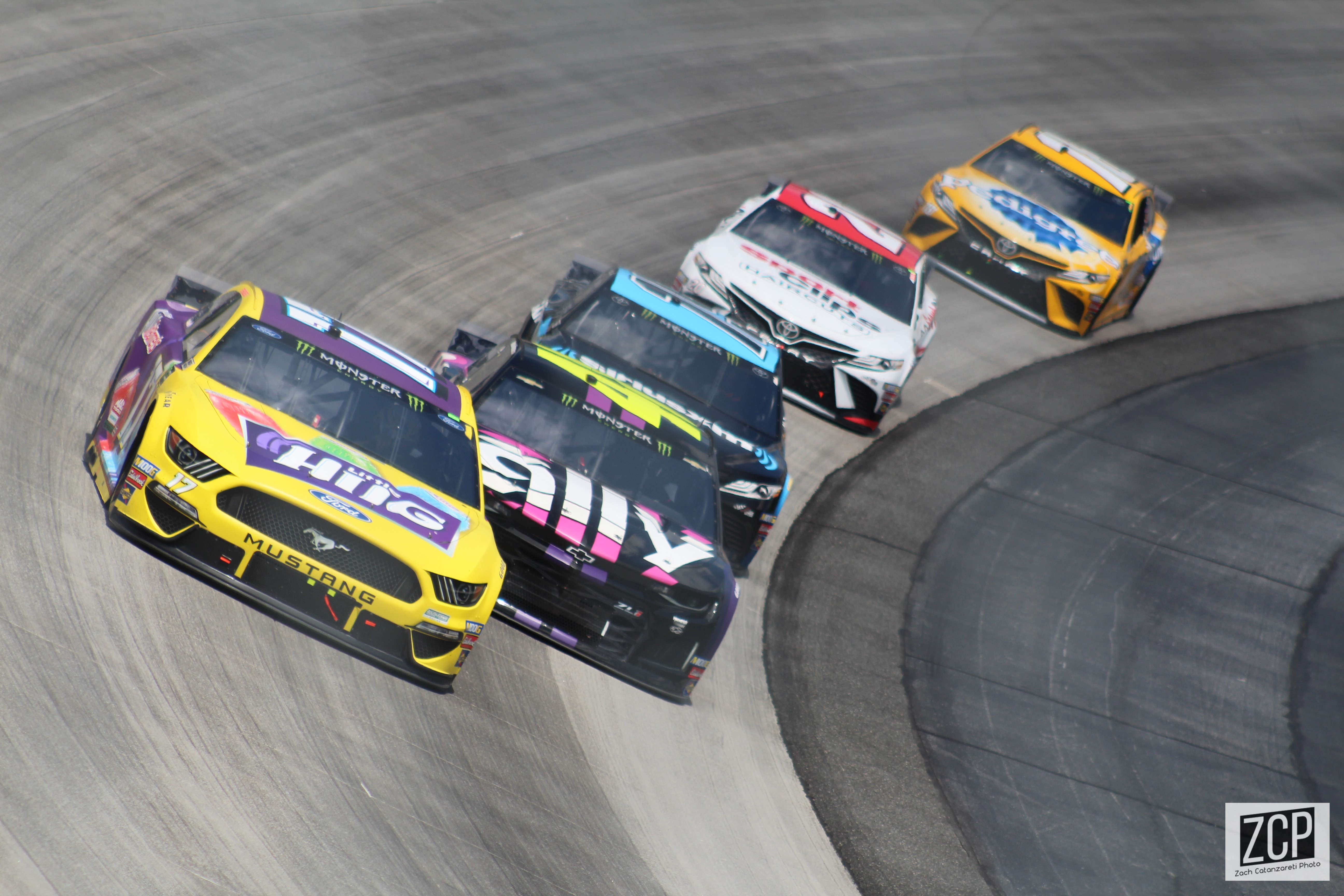
Loghi aziendali che mostrano gli sponsor del team NASCAR
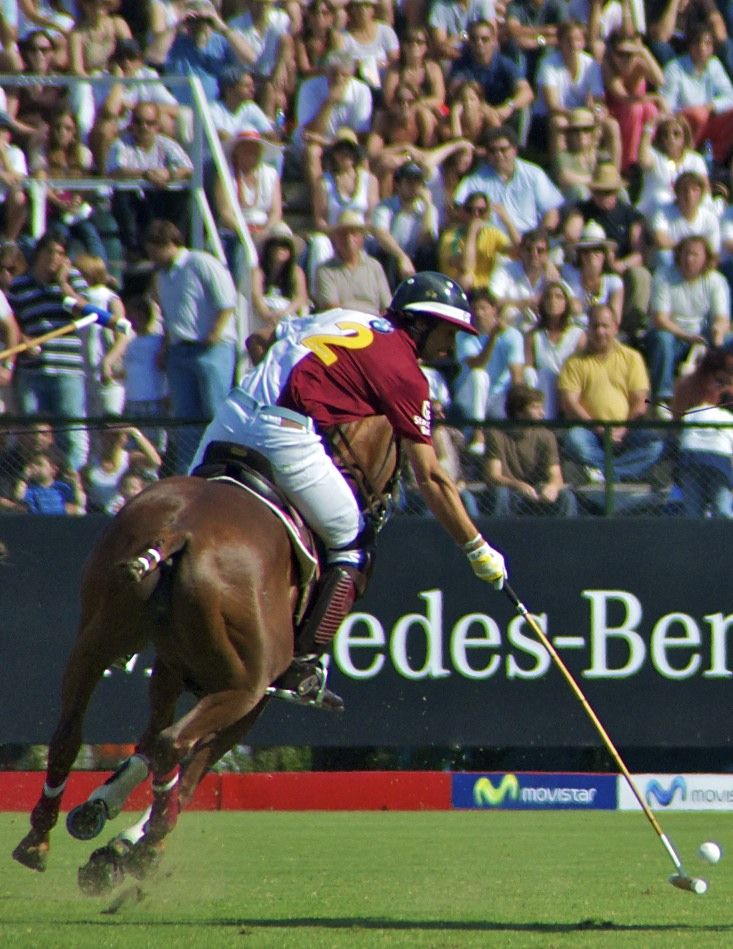
Sponsorizzazione di un'azienda automobilistica negli sport equestri
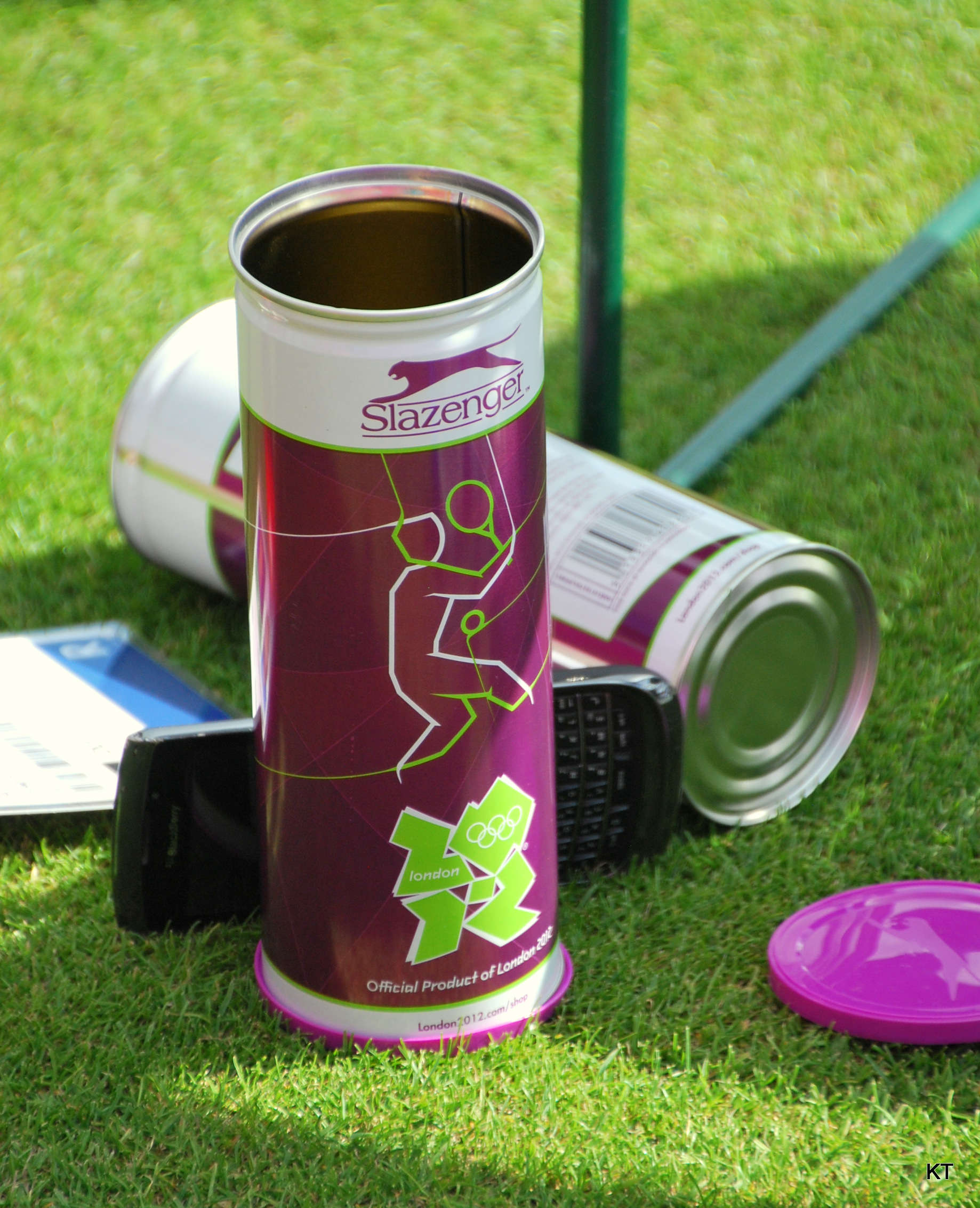
Slazenger ha la sponsorizzazione più lunga nello sport, fornendo palline da tennis a Wimbledon dal 1902
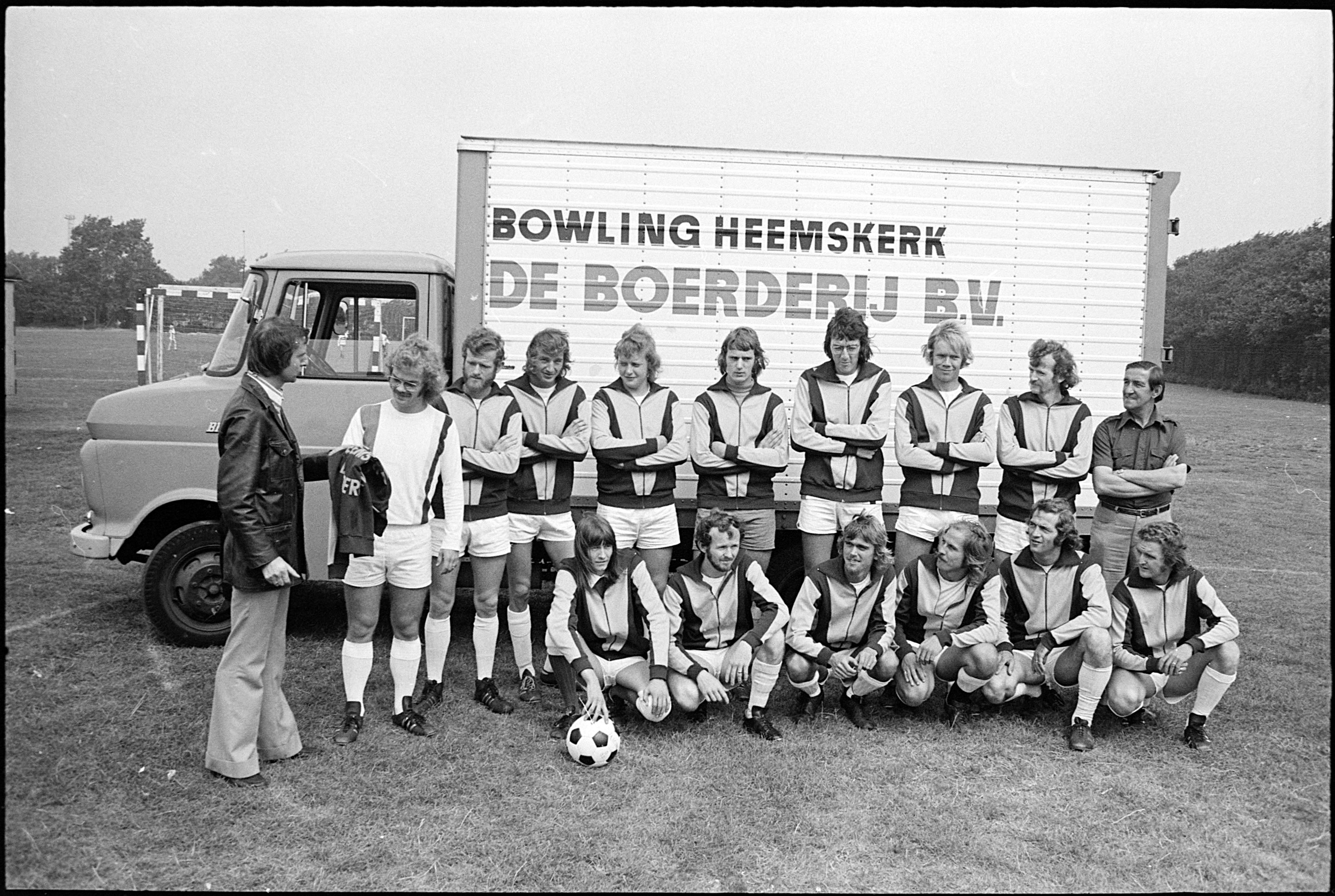
Squadra di calcio per sponsor automobilistico, agosto 1974
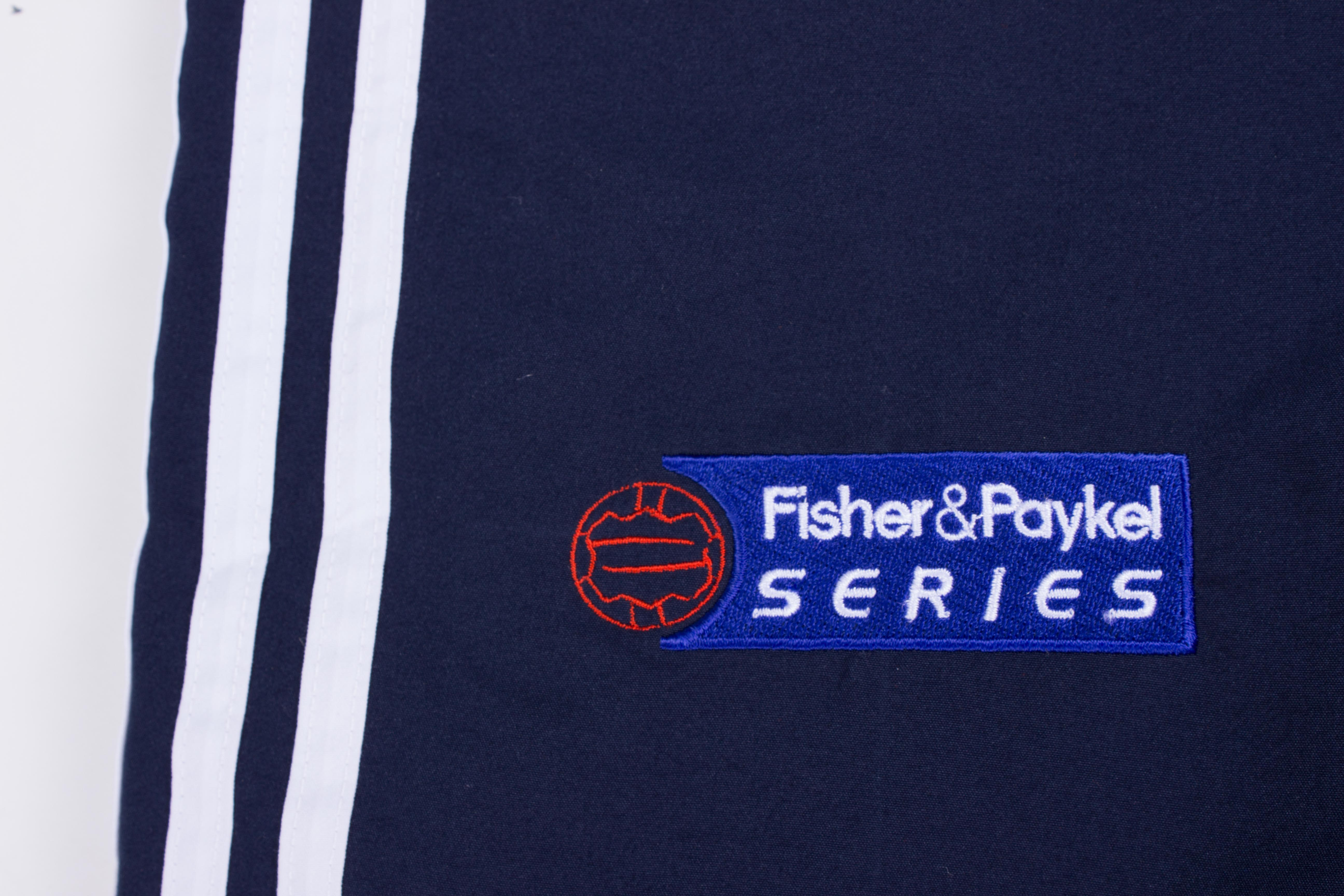
Pantaloni della tuta del World 7 Netball Team con sponsor
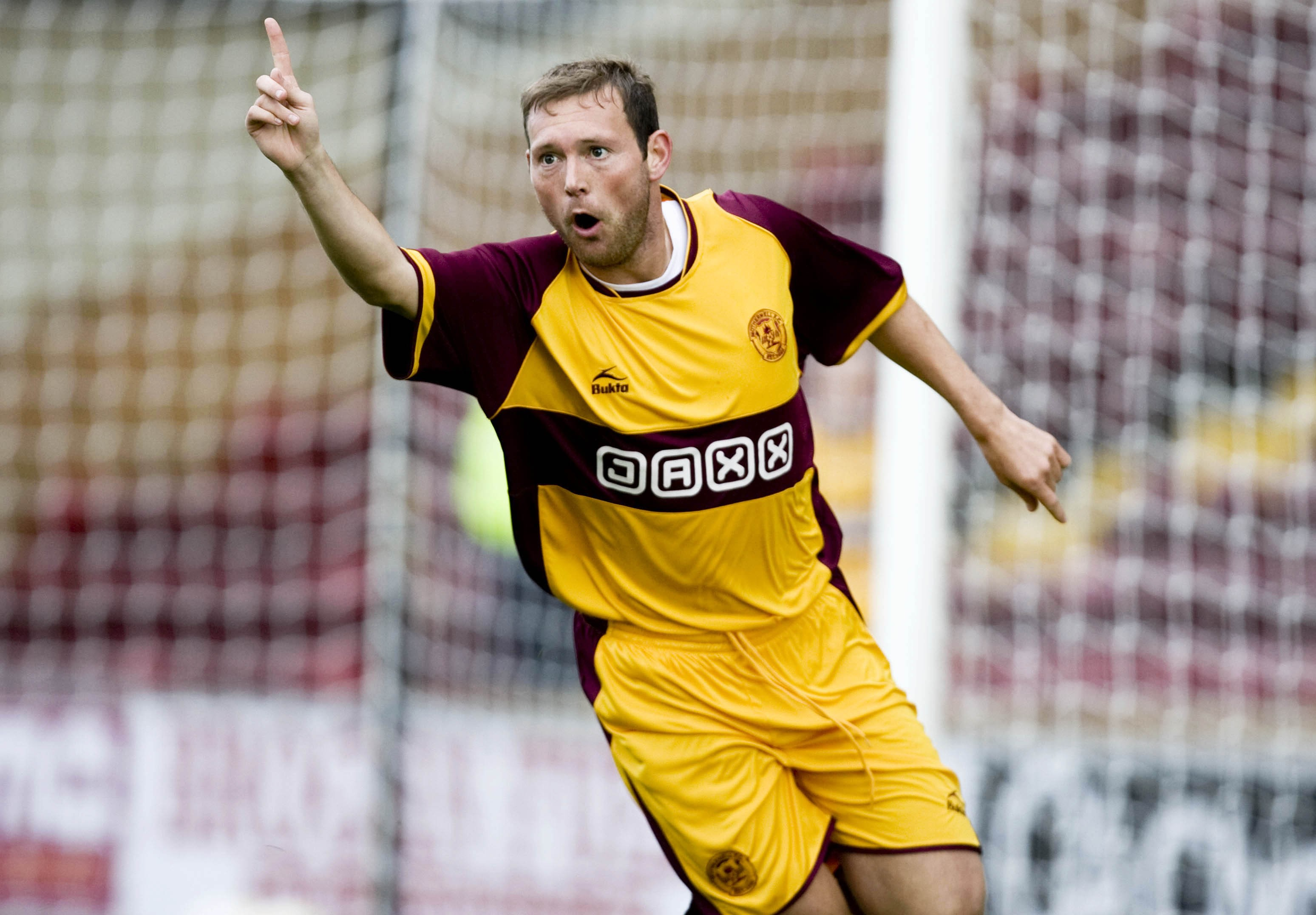
Un giocatore dell'FC Motherwell indossa una maglia con JAXX come sponsor
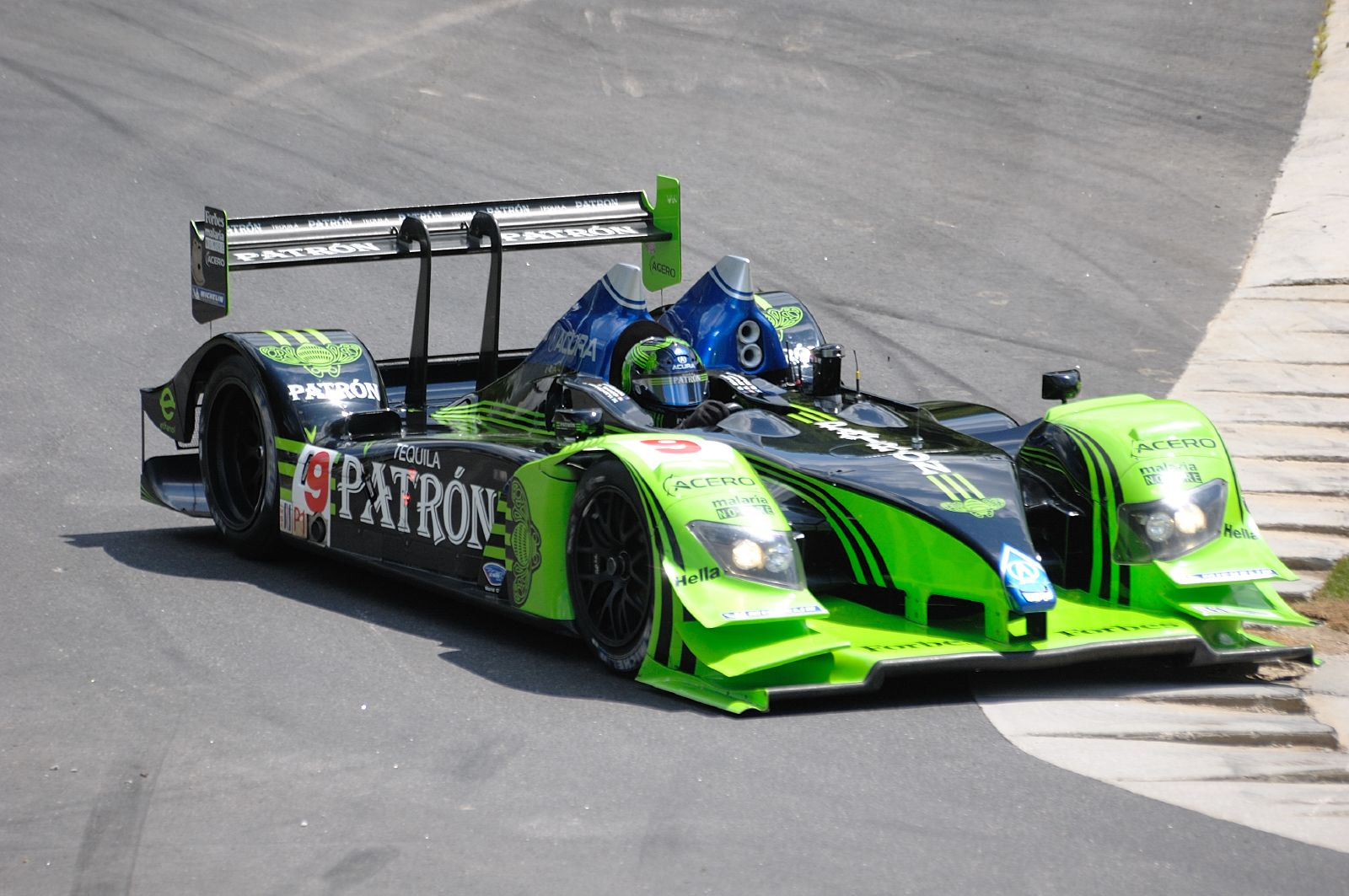
Un'auto da corsa con i propri sponsor posizionati sulla carrozzeria